# Pierre Pierson
Pierre Pierson Vílchez (Managua, 12 de marzo de 1961) es un escritor, productor, artista plástico y compositor nicaragüense. Se desempeñó como exviceministro de Cultura de Nicaragua durante la presidencia de Violeta Chamorro.
En 2008 recibió la Orden de la Independencia Cultural Rubén Darío, el mayor reconocimiento otorgado por el Gobierno de Nicaragua a figuras destacadas de la cultura nicaragüense o extranjera, y en 2004 fue galardonado con el premio a la Mejor Ficción por el American Film Institute (AFI) y la Organización de los Estados Americanos (OEA), entre otros.

## Biografía
Hijo de un poeta y de una decoradora y pintora. Obtuvo un Asociado en Artes del Miami Dade College y su licenciatura en Bellas Artes de la Universidad de Miami. Fue Director de Arte del Miami Dade College. En 1988 y 1989 ilustró y dirigió la campaña promocional de la Feria Internacional del Libro de Miami, por la cual obtuvo el premio de Mejor Afiche y Mejor Folleto en 1989, otorgado por Florida Association of Community Colleges (FACC).
Estudió teatro con la actriz cubana Teresa Maria Rojas, directora del Grupo Prometeo. Bajo su dirección participó en las obras Los saludos de Eugène Ionesco (1984) y La hora de la fantasía de Anna Bonacci, por la que obtuvo una nominación a los premios de la Asociación de Críticos y Comentaristas de Arte (ACCA).
En lo que respecta a las artes plásticas, entre 1983 y 1989 expuso sus pinturas en Miami, en la Galería Rigar, Galería Oñate, Gallery of Fine Arts, Museum of Science, Miami Dade College North Campus y Petit Gallery of Burdines; en 1994 en República Dominicana, en el Museo de Arte Moderno; y en 1996 en Washington D. C., en el Salón de las Américas de la Organización de los Estados Americanos.

## Producción en cine y video
Pierre Pierson inició su carrera en el ámbito audiovisual en 1994, con la dirección del video musical Pobre la María, del cantautor Luis Enrique Mejía Godoy. Posteriormente, colaboró con el artista en varias producciones, incluyendo Esta patria nuestra, un video que reúne a destacadas figuras de la música nicaragüense como Camilo Zapata, Carlos Mejía Godoy, el Dúo Guardabarranco, Norma Helena Gadea y Cristyana Somarriba, entre otros.
A lo largo de su trayectoria ha dirigido y producido diversos documentales. Entre ellos destacan Pablo Antonio Cuadra, el poeta y el hombre, sobre la vida y obra del intelectual nicaragüense, Siglo de la poesía en Nicaragua, y el documental conmemorativo 150 aniversario de la Batalla de San Jacinto, centrado en la gesta histórica que antecede a la Guerra Nacional de Nicaragua.
Durante la década de 1990 también desarrolló campañas televisivas de contenido social, abordando temas como el VIH/sida, salud reproductiva, violencia, derechos de la niñez y participación ciudadana en procesos electorales. En 2003, con el respaldo de Save the Children, fundó el proyecto Niñez TV, del cual surgió el segmento Abre tus ojos, orientado a promover los derechos de la infancia y su participación ciudadana. Este espacio fue transmitido por Televicentro Canal 2 a través del noticiero TV Noticias entre 2003 y 2014, bajo la producción de Imaginarte Films.
En 2002 realizó el cortometraje Metal y vidrio, que fue exhibido en festivales de cine de Francia, Inglaterra, Países Bajos, Australia, Estados Unidos y Centroamérica. La obra recibió varios reconocimientos internacionales, incluyendo Mejor Ficción y Mejor Fotografía en el V Festival Ícaro, así como el Premio Especial del Jurado en el Festival Iberoamericano de Cine. También fue galardonado como Mejor Cortometraje en el VII Festival Latinoamericano de Cine de Washington, organizado por la OEA y el AFI.

## Filmografía
| Título                                       | Año  | Género             |
| -------------------------------------------- | ---- | ------------------ |
| 150 aniversario de la Batalla de San Jacinto | 2006 | Documental         |
| Siglo de la poesía en Nicaragua              | 2006 | Documental         |
| Yo te amo Nicaragua                          | 2006 | Documental-musical |
| Por un mundo justo para los niños            | 2004 | Video musical      |
| Nicaragua oro y leyenda                      | 2003 | Documental         |
| Metal y vidrio                               | 2002 | Ficción            |
| Bosawas                                      | 2000 | Documental         |
| Nicaragua                                    | 1999 | Video musical      |
| Pablo Antonio Cuadra, el poeta y el hombre   | 1997 | Documental         |
| Juntemos el amor                             | 1997 | Video musical      |
| Dale tiempo al tiempo                        | 1997 | Video musical      |
| Esta patria nuestra                          | 1996 | Video musical      |
| Asómate                                      | 1994 | Video musical      |
| Pobre la María                               | 1994 | Video musical      |

## Literatura
Sobre el libro de cuentos para un público adulto Bajo el cielo tropical, el escritor Sergio Ramírez (Premio Cervantes 2017) comentó: 
Bajo el cielo tropical es un libro de cuentos que he leído con gusto. Gusto por la manera en que Pierre Pierson penetra en la vida de sus personajes, y por el lenguaje con que nos revela esas vidas y sus entresijos, con espontaneidad, humor, y no poco de ironía.
Sus libros infantiles son utilizados en colegios como material didáctico. En 2015 presentó La fuerza del azar, una novela de época que conjuga historia, drama y suspenso, que transcurre entre España y Colombia a principios del XIX, cuando los aires de independencia cobran fuerza y los sueños americanos de libertad y las ansias por forjar un futuro de acuerdo con su propia identidad los llevan a tomar las armas.

## Música
Pierre Pierson debutó como compositor en 1992 con Solo soy, una balada pop escrita junto a Edgar Orochena y grabada por el grupo Macolla con la voz de Ligia Barrios (Lya Barrioz) Bajo el sello Sony Music. Esta canción, que marcó el último Disco de vinilo lanzado por un grupo nicaragüense en Centroamérica, tuvo gran éxito en la radio ese mismo año. Desde los años 90, Pierson ha colaborado con destacados músicos como Salvador Cardenal, y Katia Cardenal, cuyas composiciones compartidas aparecen en los discos Brazos de sol (1997), «» Hojarasca (2004) «» y Mariposa de alas rotas (2007).«» En 1997 produjo Razones prohibidas, una obra con ocho canciones de su autoría interpretadas por Lya Barrioz, en colaboración con Edgar Orochena, Rey Sánchez y Rafael Valencia.«» De este álbum destacaron Vuelve a decir te quiero, (ganadora del segundo lugar en el festival OTI Nicaragua 1995) y Hasta el Final, ambas populares en las radios del país. A comienzos del siglo XXI, Esclavo de amor, canción originalmente grabada por Macolla en 1993, fue versionada en salsa por el puertorriqueño Luisito Carrión y como Esclava de amor por la ecuatoriana Pamela Cortes, alcanzando difusión en Ecuador, Costa Rica, Perú y Panamá .«»

## Composiciones y colaboraciones
| Canción                  | Compositores                                         | Año  | Intérprete      | Álbum                         |
| ------------------------ | ---------------------------------------------------- | ---- | --------------- | ----------------------------- |
| Solo soy                 | Pierre Pierson / Edgar Orochena                      | 1992 | Macolla         | Sueños                        |
| Desilusión               | Pierre Pierson / Víctor Valle                        | 1992 | Macolla         | Sueños                        |
| Esclavo de amor          | Pierre Pierson / Rey Sánchez                         | 1996 | Macolla         | Bailarlo Contigo              |
| Solo espero              | Pierre Pierson / Salvador Cardenal                   | 1996 | Katia Cardenal  | Brazos de sol                 |
| Dulce marioneta          | Pierre Pierson / Salvador Bustos                     | 2004 | Katia Cardenal  | Hojarasca                     |
| Esperanza                | Pierre Pierson                                       | 2004 | Katia Cardenal  | Hojarasca                     |
| El perfume y la flor     | Pierre Pierson / Katia Cardenal / Moisés Gadea       | 2007 | Katia Cardenal  | Mariposa de Alas Rotas        |
| Un día más               | Pierre Pierson / Edgar Orochena                      | 1997 | Lya Barrioz     | Razones prohibidas            |
| Vuelve a decir te quiero | Pierre Pierson                                       | 1997 | Lya Barrioz     | Razones prohibidas            |
| Un sueño que perdí       | Pierre Pierson / Rey Sánchez / Carla Yale            | 1997 | Lya Barrioz     | Razones prohibidas            |
| Dame tu amor             | Pierre Pierson / Rey Sánchez                         | 1997 | Lya Barrioz     | Razones prohibidas            |
| Razones prohibidas       | Pierre Pierson / Edgar Orochena                      | 1997 | Lya Barrioz     | Razones prohibidas            |
| Suavecito                | Pierre Pierson / Rafael Valencia                     | 1997 | Lya Barrioz     | Razones prohibidas            |
| La canto para ti         | Pierre Pierson / Ed Smart / Rey Sánchez / Carla Yale | 1997 | Lya Barrioz     | Razones prohibidas            |
| Hasta el final           | Pierre Pierson / Ed Smart / Rey Sánchez / Carla Yale | 1997 | Lya Barrioz     | Razones prohibidas            |
| Esclava de amor          | Pierre Pierson / Rey Sánchez                         | 2001 | Pamela Cortés   | Con el alma                   |
| Esclavo de amor          | Pierre Pierson / Rey Sánchez                         | 2003 | Luisito Carrión | Iván Cáceres y su Bongolandia |
| Así pasan                | Pierre Pierson / Moisés Gadea                        | 2006 | Moisés Gadea    | Aitimaa                       |
| Bésame bien              | Pierre Pierson / Moisés Gadea                        | 2008 | Moisés Gadea    | Laberintos y Colección        |

## Premios y reconocimientos
- Orden de la Independencia Cultural Rubén Darío otorgado por el Gobierno de Nicaragua (2008)«[58]»

- Reconocimiento por su aporte a la cultura otorgado por Asamblea Nacional de Nicaragua y la Asociación de Artistas de Nicaragua (2006)

- Mejor Cortometraje, Metal y vidrio. VII Festival Latinoamericano de Cine de Washington otorgado por el American Film Institute AFI Y la Organización de los Estados Americanos OEA (2004)[59]

- Premio Especial del Jurado Metal y vidrio. Festival Iberoamericano de Cine (2004)

- Mejor Ficción Metal y vidrio. V Festival Ícaro (2002)«[60]»

- Mejor Afiche, Feria Internacional del libro de Miami, otorgado por Florida Association of Community Colleges (FACC)] (1989)

- Mejor Folleto, Feria Internacional del libro de Miami, otorgado por Florida Association of Community Colleges (FACC)] (1989)

- Primer lugar, Póster de Where Florida Future Begins otorgado por Printing Industries of Florida. (1989)